# Lijst van rijksmonumenten in Bergum
De plaats Bergum (officieel, Fries: Burgum) telt 15 inschrijvingen in het rijksmonumentenregister. Hieronder een overzicht. 
Voor een overzicht van alle beschikbare afbeeldingen zie de categorie Rijksmonumenten in Tietjerksteradeel op Wikimedia Commons.
| Object | Oorspronkelijke functie?  | Bouwjaar | Architect                                      | Locatie               | Coördinaten?                  | Nr.?   | Afbeelding                                                             |
| --- | ------------------------- | --- | ---------------------------------------------- | --------------------- | ----------------------------- | ------ | ---------------------------------------------------------------------- |
| Boerderijtje met zesruitsvenster beneden en in de geveltop en met omlopende goot                                                     | Boerderij                 | 1736 |                                                | Molenweg 1            | 53° 11' 42" NB, 6° 0' 4" OL   | 35633  | Meer afbeeldingen                                                      |
| Kruiskerk. Hervormde kerk | Kerk en kerkonderdeel     | 12e eeuw (toren, deel westgevel) 13e eeuw (uitbr. kerk en toren) verb. in de 14e eeuw, 1610-'11 en 1707 1952-'57 (rest.) | A. Baart jr. (1952-'57)                        | Nieuwstad 5           | 53° 11' 46" NB, 6° 0' 7" OL   | 35634  | Meer afbeeldingen                                                      |
| Groot dorpshuis met omlijste ingang en zesruitsvensters onder twee evenwijdige zadeldaken tussen topgevels met hoekschoorstenen      | Woonhuis                  | ca. 1850 |                                                | Schoolstraat 17-19    | 53° 11' 34" NB, 5° 59' 29" OL | 35635  | Meer afbeeldingen                                                      |
| Glinstra State, orangerie | Woonhuis                  | 1825-1850 |                                                | Schoolstraat 77       | 53° 11' 37" NB, 5° 59' 42" OL | 35636  | Meer afbeeldingen                                                      |
| De Pleats | Boerderij                 | 1773 1954 (rest.) | A. Baart jr. (1954)                            | Schoolstraat 82       | 53° 11' 34" NB, 5° 59' 39" OL | 35637  | Meer afbeeldingen                                                      |
| Glinstra State | Kasteel, buitenplaats     | 1855 |                                                | Schoolstraat 83       | 53° 11' 39" NB, 5° 59' 45" OL | 35638  | Meer afbeeldingen                                                      |
| Laag breed dorpshuis met zesruitsvenster onder omgaand zadeldak met hoekschoorstenen waarop borden                                   | Woonhuis                  | 1800-1850 |                                                | Schoolstraat 84       | 53° 11' 34" NB, 5° 59' 40" OL | 35639  | Meer afbeeldingen                                                      |
| Laag dorpshuis met omlijste ingang, zesruitsvensters en versierde kroonlijst onder schilddak met twee hoekschoorstenen waarop borden | Woonhuis                  | ca. 1870 |                                                | Schoolstraat 86       | 53° 11' 35" NB, 5° 59' 41" OL | 35640  | Meer afbeeldingen                                                      |
| Gemeentehuis Tytsjerksteradiel | Bestuursgebouw en onderdl | 1935 1982-'85 (uitbr.) 1992 (uitbr.)                                                                                     | P. de Vries (1935) A. Bonnema (1982-'85, 1992) | Raadhuisweg 7         | 53° 11' 20" NB, 5° 59' 24" OL | 512547 | Meer afbeeldingen                                                      |
| Gemeentehuis, zitbank | Straatmeubilair           | 1937 |                                                | bij Raadhuisweg 7     | 53° 11' 20" NB, 5° 59' 24" OL | 512548 | Meer afbeeldingen                                                      |
| Villa "De Beuk" | Woonhuis                  | ca. 1920 |                                                | Schoolstraat 59       | 53° 11' 35" NB, 5° 59' 39" OL | 512550 | Meer afbeeldingen                                                      |
| Villa "De Beuk", hekpijlers | Erfscheiding              | waarsch. 1920-1929 |                                                | bij Schoolstraat 59   | 53° 11' 35" NB, 5° 59' 39" OL | 512551 | Meer afbeeldingen                                                      |
| Woonhuis annex kantoor in een aan de Amsterdamse School verwante stijl                                                               | Werk-woonhuis             | 1923 | H. Feddema                                     | Lageweg 45            | 53° 11' 23" NB, 5° 59' 30" OL | 512574 | Woonhuis annex kantoor in een aan de Amsterdamse School verwante stijl |
| Woonhuis in eclectische stijl | Woonhuis                  | 1866 1966 (verb.) |                                                | Lageweg 20            | 53° 11' 29" NB, 5° 59' 25" OL | 512575 | Meer afbeeldingen                                                      |
| Grafkelder van de familie Ferf | Begraafplaats en -onderdl | 1859 |                                                | t.o. Schoolstraat 105 | 53° 11' 42" NB, 6° 0' 2" OL   | 512581 | Meer afbeeldingen                                                      |